# Sin gisaeng dyeon
Sin gisaeng dyeon (신기생뎐?, lett. Racconto sulle nuove gisaeng; titolo internazionale New Tales of Gisaeng, conosciuta anche come New Gisaeng Story) è una serie televisiva sudcoreana trasmessa su SBS dal 23 gennaio al 17 luglio 2011.

## Trama
Ah Da-mo ha 29 anni ed è l'unico figlio del presidente del gruppo Eunseong, un uomo autoritario abituato a essere obbedito e che tiene più al cane che non a moglie e figlio. Dan Sa-ran ha 25 anni e vive con il padre, una matrigna interessata solo al denaro, e una sorellastra minore, Gong-joo, con la quale va d'accordo. In seguito al fallimento del ristorante della madre di Gong-joo, la famiglia Dan si è ritrovata in ristrettezze economiche, ma Sa-ran è riuscita comunque a frequentare l'università e sta per laurearsi in danza tradizionale. Per guadagnare qualche soldo, la ragazza si esibisce in casa di privati ed è in una di queste occasioni che lei e Da-mo s'incontrano. Dopo una serie di incontri fortuiti, i due iniziano a uscire insieme, mentre il padre di Da-mo cerca di farlo sposare con Geum Ra-ra, compagna di corso di Sa-ran e sua migliore amica.
Per venticinque anni, Ra-ra ha creduto che le persone che l'hanno cresciuta, Geum Oh-san e Jang Joo-hee, fossero i suoi genitori, ma in realtà è figlia di suo zio Geum Kang-san e della moglie di lui, e questo segreto le viene rivelato solo alla morte del nonno paterno. Dal canto suo, Oh-san si è sempre rammaricato di non aver avuto figli dalla moglie, seppure tra loro non ci sia mai stato amore, e ha continuato a pensare a una vecchia fiamma di gioventù, Han Soon-deok. Quando i due si incontrano per caso a Buyonggak (letteralmente "la casa dell'ibisco"), l'ultima casa di gisaeng della nazione dove lei lavora come capo cuoca, l'uomo scopre che venticinque anni prima Soon-deok ebbe una figlia da lui e che la lasciò davanti al portone di casa Geum, continuando a vivere la sua vita nella convinzione che si trattasse di Ra-ra. All'apprendere la notizia che la neonata fu invece affidata alla governante data l'imminente nascita di Ra-ra, Oh-san e Soon-deok iniziano a cercare la bambina.
Intanto, dopo una breve frequentazione, Da-mo rompe con Sa-ran, e la matrigna della ragazza, scoperto che si è lasciata sfuggire un così buon partito, inizia a insistere affinché entri a Buyonggak, dove le gisaeng vengono pagate profumatamente. Nonostante le pressioni, Sa-ran rimane fedele ai propri principi morali e si rifiuta di intraprendere una professione apprezzata solo dai frequentatori di Buyonggak, ma considerata disdicevole dal resto della società; tuttavia, quando la matrigna le rivela che lei è in realtà una trovatella, Sa-ran ne resta sconvolta e accetta di diventare una gisaeng.

## Personaggi

### Personaggi principali
- Dan Sa-ran, interpretata da Im Soo-hyang
- Ah Da-mo, interpretata da Sung Hoon
- Geum Ra-ra, interpretata da Han Hye-rin
- Oh Hwa-ran, interpretata da Kim Bo-yeon
Amministratrice di Buyonggak.
- Han Soon-deok, interpretata da Kim Hye-sun e Jung Han-bi (da giovane)
Capo cuoca di Buyonggak, zoppa.

### Altri personaggi
- Dan Gong-joo, interpretata da Baek Ok-dam
Sorellastra di Sa-ran, sogna di diventare stilista.
- Dan Chul-soo, interpretato da Kim Joo-young
Padre di Sa-ran.
- Lee Sook, interpretata da Ji Hwa-ja
Matrigna di Sa-ran.
- Geum Oh-san, interpretato da Han Jin-hee e Park Jin (da giovane)
Medico, ha cresciuto Ra-ra, che in realtà è sua nipote.
- Jang Joo-hee, interpretata da Lee Jong-nam
Moglie di Geum Oh-san, proprietaria di Buyonggak, lasciatole da una prozia.
- Geum Kang-san, interpretato da Lee Dong-joon
Chirurgo plastico, fratello minore di Geum Oh-san, e padre di Ra-ra e Son Ja.
- Shin Hyo-ri, interpretata da Lee Sang-mi
Moglie di Geum Kang-san, madre di Ra-ra.
- Geum Shi-jo, interpretato da Lee Dae-ro
Nonno paterno di Ra-ra, padre di Oh-san e Kang-san.
- Lee Hong-ah, interpretata da Seo Woo-rim
Nonna paterna di Ra-ra, madre di Oh-san e Kang-san.
- Ah Soo-ra, interpretato da Im Hyuk
Padre di Da-mo, presidente del gruppo Eunseong.
- Cha Ra-ri, interpretata da Kim Hye-jung
Moglie di Ah Soo-ra, madre di Da-mo.
- Park Ae-ja, interpretata da Ahn Young-joo
Nonna paterna di Da-mo, madre di Soo-ra.
- Lee Do-hwa, interpretata da Lee Mae-ri
Responsabile delle gisaeng di Buyonggak.
- Madre di Hwa-ran, interpretata da Choi Sun-ja
- Noh Eun-ja, interpretata da Park Joon-myun
Cuoca di Buyonggak.
- Ma Dan-se, interpretato da Seo Dong-soo
Tuttofare a Buyonggak.
- Seo Saeng-kang, interpretato da Song Dae-kwan
Tuttofare a Buyonggak.
- Oh Bong-yi, interpretato da Oh Ki-chan
Tuttofare a Buyonggak.
- Han Song-yi, interpretata da Kang Cho-hee
Gisaeng di Buyonggak.
- Baek Soo-jung, interpretata da Kim Yul
Gisaeng di Buyonggak.
- Jang Soo-jin, interpretata da Seol Yoon
Gisaeng di Buyonggak.
- Song Hye-eun, interpretata da Yoon Ji-eun
Gisaeng di Buyonggak.
- Ye Rang, interpretata da Kim Eun-sun
Gisaeng di Buyonggak.
- Lee Ji-hyang, interpretata da Lee Sun-ah
Gisaeng di Buyonggak.
- Kim-sshi, interpretata da Oh Ji-yeon
- Son Ja, interpretato da Jeon Ji-hoo
Amico d'infanzia di Gong-joo, è cresciuto con la nonna dopo la morte della madre. Non ha mai conosciuto suo padre.
- Jin Joo-ah, interpretata da Jin Ye-sol
Amica e compagna di corso di Sa-ran e Ra-ra.
- Sung Ah-mi, interpretata da Lee Soo-jin
Amica e compagna di corso di Sa-ran e Ra-ra.
- Oh Jin-ahm, interpretato da Park Yoon-jae
Amico di Da-mo e medico presso l'ospedale Geum.
- Yoo Tae-young, interpretato da Kim Ho-chang
Amico di Da-mo.
- Kyle Huntington, interpretato da Michael Blunck
Insegnante di inglese a Buyonggak.
- Maestro Joong-bong, interpretato da Shin Goo
- Maestro Jung-do, interpretato da Jun Sung-hwan
- Ma Yi-joon, interpretato da Lee Hyo-jung
Produttore cinematografico.
- Do-suk, interpretato da Kim Joon-hyung
Amico di Da-mo.
- Choi Young-mim, interpretata da Son Ga-young
Fidanzata di Da-mo per breve tempo.
- Madre di Young-nim, interpretata da Won Jong-rye
- Min-jae, interpretato da Kim Sun-il

## Ascolti
| Episodio | Data di trasmissione | Dati TNMS           | Dati TNMS                  | Dati AGB            | Dati AGB                   |
| Episodio | Data di trasmissione | A livello nazionale | Area metropolitana di Seul | A livello nazionale | Area metropolitana di Seul |
| -------- | -------------------- | ------------------- | -------------------------- | ------------------- | -------------------------- |
| 1        | 23 gennaio 2011      | 8,0%                | 9,9%                       | 10,4%               | 12,2%                      |
| 2        | 23 gennaio 2011      | 9,9%                | 11,9%                      | 12,4%               | 14,2%                      |
| 3        | 29 gennaio 2011      | 9,2%                | 10,7%                      | 11,4%               | 13,2%                      |
| 4        | 30 gennaio 2011      | 8,3%                | 9,8%                       | 9,4%                | 10,9%                      |
| 5        | 5 febbraio 2011      | 9,0%                | 11,3%                      | 10,2%               | 11,3%                      |
| 6        | 6 febbraio 2011      | 8,9%                | 10,3%                      | 10,8%               | 12,0%                      |
| 7        | 12 febbraio 2011     | 9,7%                | 12,1%                      | 11,0%               | 12,0%                      |
| 8        | 13 febbraio 2011     | 9,0%                | 10,8%                      | 10,9%               | 12,5%                      |
| 9        | 19 febbraio 2011     | 10,4%               | 12,1%                      | 14,5%               | 16,3%                      |
| 10       | 20 febbraio 2011     | 9,0%                | 10,3%                      | 13,6%               | 16,0%                      |
| 11       | 26 febbraio 2011     | 10,1%               | 11,4%                      | 12,7%               | 14,4%                      |
| 12       | 27 febbraio 2011     | 10,1%               | 12,1%                      | 13,7%               | 15,7%                      |
| 13       | 5 marzo 2011         | 11,2%               | 13,0%                      | 12,7%               | 14,4%                      |
| 14       | 6 marzo 2011         | 10,5%               | 12,3%                      | 13,7%               | 15,2%                      |
| 15       | 12 marzo 2011        | 10,7%               | 12,8%                      | 12,6%               | 14,3%                      |
| 16       | 13 marzo 2011        | 11,5%               | 13,7%                      | 13,4%               | 15,5%                      |
| 17       | 19 marzo 2011        | 11,4%               | 14,0%                      | 13,2%               | 15,4%                      |
| 18       | 20 marzo 2011        | 11,0%               | 13,1%                      | 14,4%               | 16,6%                      |
| 19       | 26 marzo 2011        | 11,3%               | 13,1%                      | 12,5%               | 14,1%                      |
| 20       | 27 marzo 2011        | 10,8%               | 13,3%                      | 13,0%               | 14,9%                      |
| 21       | 2 aprile 2011        | 13,7%               | 15,9%                      | 18,0%               | 20,2%                      |
| 22       | 3 aprile 2011        | 15,6%               | 18,2%                      | 18,7%               | 20,5%                      |
| 23       | 9 aprile 2011        | 16,0%               | 18,7%                      | 18,7%               | 21,0%                      |
| 24       | 10 aprile 2011       | 14,8%               | 17,9%                      | 19,2%               | 21,9%                      |
| 25       | 16 aprile 2011       | 14,9%               | 16,9%                      | 17,0%               | 18,4%                      |
| 26       | 17 aprile 2011       | 15,7%               | 18,5%                      | 18,5%               | 20,9%                      |
| 27       | 23 aprile 2011       | 14,6%               | 17,2%                      | 18,7%               | 21,0%                      |
| 28       | 24 aprile 2011       | 15,1%               | 17,5%                      | 19,3%               | 21,0%                      |
| 29       | 1 maggio 2011        | 10,1%               | 11,8%                      | 13,3%               | 14,9%                      |
| 30       | 1 maggio 2011        | 15,7%               | 17,2%                      | 19,0%               | 20,5%                      |
| 31       | 7 maggio 2011        | 13,0%               | 14,3%                      | 16,4%               | 16,9%                      |
| 32       | 8 maggio 2011        | 14,8%               | 16,9%                      | 18,3%               | 20,1%                      |
| 33       | 14 maggio 2011       | 15,2%               | 18,5%                      | 17,6%               | 19,6%                      |
| 34       | 15 maggio 2011       | 16,4%               | 19,6%                      | 19,1%               | 21,4%                      |
| 35       | 21 maggio 2011       | 15,0%               | 17,3%                      | 19,2%               | 21,8%                      |
| 36       | 22 maggio 2011       | 16,5%               | 18,9%                      | 19,3%               | 21,0%                      |
| 37       | 28 maggio 2011       | 15,9%               | 18,7%                      | 18,5%               | 19,8%                      |
| 38       | 29 maggio 2011       | 16,3%               | 19,1%                      | 20,2%               | 21,9%                      |
| 39       | 4 giugno 2011        | 15,6%               | 19,1%                      | 19,3%               | 20,2%                      |
| 40       | 5 giugno 2011        | 15,9%               | 17,0%                      | 19,4%               | 20,7%                      |
| 41       | 11 giugno 2011       | 18,1%               | 21,0%                      | 21,7%               | 22,9%                      |
| 42       | 12 giugno 2011       | 19,3%               | 22,8%                      | 22,3%               | 24,1%                      |
| 43       | 18 giugno 2011       | 19,1%               | 20,9%                      | 21,0%               | 22,0%                      |
| 44       | 19 giugno 2011       | 19,6%               | 23,5%                      | 23,1%               | 24,5%                      |
| 45       | 25 giugno 2011       | 19,5%               | 22,2%                      | 22,4%               | 24,3%                      |
| 46       | 26 giugno 2011       | 20,3%               | 22,2%                      | 25,0%               | 26,5%                      |
| 47       | 2 giugno 2011        | 20,4%               | 23,3%                      | 22,5%               | 23,2%                      |
| 48       | 3 giugno 2011        | 20,9%               | 24,6%                      | 24,4%               | 25,8%                      |
| 49       | 9 giugno 2011        | 20,1%               | 20,8%                      | 23,6%               | 24,7%                      |
| 50       | 10 giugno 2011       | 21,1%               | 22,3%                      | 24,7%               | 25,9%                      |
| 51       | 16 giugno 2011       | 23,2%               | 25,1%                      | 26,5%               | 28,3%                      |
| 52       | 17 giugno 2011       | 24,0%               | 25,1%                      | 28,3%               | 29,5%                      |
| Media    | Media                | 14,4%               | 16,6%                      | 17,3%               | 19,0%                      |

## Colonna sonora
1. Mongyeon (Traditional Music Ver.) (몽연 (국악 Ver.)) – Miji
2. Song of Passion (연정가) – Kim Shin-ah
3. Love is Written Cruelly (사랑은 잔인하게 쓰여진다) – Rumble Fish
4. Song of Passion (연정가) – Oh Hyun-ran
5. Mongyeon (몽연) – Miji
6. Song of a Woman (여악지가 (女樂之哥))
7. Artist (예인 (藝人))
8. Unsustainable Flower (지지않는 꽃)
9. Buyonggak (부용각)
10. Love (련 (戀))
11. Reunion (재회 (再會))
12. The Promise
13. Hide-and-seek (숨바꼭질)
14. Rising Moon (해오름달)
15. Dance of the Butterfly (나비의 춤)

## Riconoscimenti
| Anno | Premio               | Categoria                                                          | Ricevente    | Risultato       |
| ---- | -------------------- | ------------------------------------------------------------------ | ------------ | --------------- |
| 2011 | Korea Drama Awards   | Miglior nuova attrice                                              | Im Soo-hyang | Vincitore/trice |
| 2011 | SBS Drama Awards     | Premio nuova stella                                                | Sung Hoon    | Vincitore/trice |
| 2011 | SBS Drama Awards     | Premio nuova stella                                                | Im Soo-hyang | Vincitore/trice |
| 2011 | SBS Drama Awards     | Premio speciale, attore in un drama di fine settimana/giornaliero  | Im Hyuk      | Candidato/a     |
| 2011 | SBS Drama Awards     | Premio speciale, attore in un drama di fine settimana/giornaliero  | Han Jin-hee  | Candidato/a     |
| 2011 | SBS Drama Awards     | Premio speciale, attrice in un drama di fine settimana/giornaliero | Kim Hye-sun  | Candidato/a     |
| 2012 | Baeksang Arts Awards | Miglior nuova attrice (TV)                                         | Im Soo-hyang | Candidato/a     |

## Distribuzioni internazionali
| Paese     | Canale/i                     | Prima TV                      | Titolo adottato                                                                  |
| --------- | ---------------------------- | ----------------------------- | -------------------------------------------------------------------------------- |
| Taiwan    | EBC                          | 1 agosto-14 ottobre 2011      | 芙蓉閣之戀 (L'amore del Buyonggak)                                               |
| Giappone  | KNTV                         | 9 settembre 2012-3 marzo 2013 | 芙蓉閣の女たち〜新妓生伝 (Le donne del Buyonggak - Racconto sulle nuove gisaeng) |
| Hong Kong | Hong Kong Television Network | 14 gennaio-7 marzo 2015       | 新妓生傳 (Racconto sulle nuove gisaeng)                                          |